# Kabelhorst
Kabelhorst er en by og kommune i det nordlige Tyskland, beliggende i Amt Lensahn under Kreis Østholsten. Kreis Østholsten ligger i den østlige del af delstaten Slesvig-Holsten.

## Geografi
Kommunen er beliggende ca. 3 km øst for Lensahn og 5 km nordvest for Cismar, som i dag ligger i kommunen Grömitz.
Lige vest for Kabelhorst løber Bundesautobahn 1 fra Neustadt in Holstein mod Oldenburg in Holstein, mod øst Bundesstraße 501 fra Neustadt mod Femern.

## Politik
Af de ni pladser der er i kommunalbestyrelsen, har CDU og SPD henholdsvis fire pladser til kommunalvalget i 2008. Et sæde besides af en ansøger.[kilde mangler]